# 松罗院
松罗院，位于山西省晋中市寿阳县平头镇董家庄村，是中华人民共和国山西省文物保护单位之一。
2004年6月10日，授予山西省文物保护单位，是一座古建筑。